# Citharichthys amblybregmatus
Citharichthys amblybregmatus är en fiskart som beskrevs av Gutherz och Blackman, 1970. Citharichthys amblybregmatus ingår i släktet Citharichthys och familjen Paralichthyidae. Inga underarter finns listade i Catalogue of Life.